# William Medows

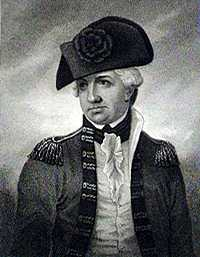
Sir William Medows

Sir William Medows KB PC (* 31. Dezember 1738; † 14. November 1813 in Bath, Somerset) war ein britischer Offizier und Kolonialgouverneur.

## Leben
Er war der dritte von fünf Söhnen des Philip Medows (1708–1781), Deputy Ranger von Richmond Park, aus dessen Ehe mit Lady Frances Pierrepont, Tochter des William Pierrepont, Earl of Kingston (1692–1713) und Schwester des Evelyn Pierrepont, 2. Duke of Kingston upon Hull. Väterlicherseits war er ein Enkel des Knight Marshal Sir Philip Meadowes. Sein zweitgeborener Bruder Charles erbte 1788 die Ländereien der Familie seiner Mutter und stieg 1806 zum Earl Manvers auf.
Ab 1755 besuchte er das Eton College, bevor er im Februar 1757 als Ensign des 50th Regiment of Foot in die British Army eintrat. Im November 1757 wurde er zum Lieutenant befördert und nahm von 1760 bis 1762 mit seinem Regiment an Feldzügen des Siebenjährigen Krieges in Deutschland teil. Im März 1764 wechselte er als Captain zum 4th (Irish) Regiment of Horse, wurde 1766 zum Major befördert und wechselte im Dezember 1769 als Lieutenant-Colonel zum 5th Regiment of Foot.
Während er 1770 mit seinem Regiment in Irland stationiert war, heiratete er Frances Augusta Hammerton (um 1748–1827), Tochter des Robert Hammerton, Gutsherr von Hammerton im County Tipperary. Die Ehe blieb kinderlos. 1773 wurde Medows Lieutenant-Colonel des 12th (The Prince of Wales’s) Regiment of (Light) Dragoons und wurde im September 1775 Lieutenant-Colonel des 55th Regiment of Foot. Im selben Jahr wurde er mit seinem Regiment anlässlich des Amerikanischen Unabhängigkeitskrieges nach Nordamerika verlegt, und erhielt während des New-York-Feldzugs, 1776, das Kommando über ein Grenadierbataillon. Im September 1777 wurde er in der Schlacht von Brandywine verwundet und kehrte im Oktober 1777 zu seinem Regiment zurück.
Im November 1778 begleitete er als Brigadier-General die von General James Grant geführte Expedition, die von New York zu den Westindischen Inseln segelte. Während der Landungen auf der von den Franzosen kontrollierten Insel St. Lucia befehligte er die etwa 1300 Mann starke Reserve, die aus seinem eigenen Regiment, und den kombinierten Grenadier- und leichten Infanteriekompanien der Expedition bestand. St. Lucia war jedoch kaum erobert, als eine weit überlegene französische Streitmacht unter dem Kommando des Charles Henri d’Estaing auftauchte und Medows’ Stellung auf der Halbinsel La Vigie – den Schlüssel zur britischen Verteidigung – mit 5000 Soldaten angriff. Ungeachtet aller Widrigkeiten schlugen die kampferprobten britischen Veteranen die feindlichen Angriffe zurück, verursachten 1600 Opfer und festigten so den Ruf von Medows.
Medows kehrte 1780 nach Großbritannien zurück und erhielt das Amt des Colonel des 89th Regiment of Foot, das er bis zur Auflösung dieses Regiments 1783 innehatte. Im März 1781 befehligte er die Truppen, die mit dem Geschwader von Commodore George Johnstone zur Kapkolonie segelten. Die Franzosen schlugen jedoch die Briten am Kap, verstärkten die dortige niederländische Garnison und machten eine Landung der Truppen von Medows undurchführbar. Medows lehnte Johnstones Vorschlag ab, ihre Expedition zum Rio de la Plata umzuleiten, interpretierte seine Anweisungen positiv und reiste weiter nach Indien, wo sich seine Verstärkung, die im Februar 1782 eintraf, als entscheidend im Kampf gegen Haidar Ali von Mysore und die Franzosen erwies. Obwohl Medows selbst ab November 1782 den Rang eines Major-General innehatte, spielte er in dem sich entfaltenden Zweiten Mysore-Krieg nur eine untergeordnete Rolle. Bestürzt über den Gegensatz zwischen den zivilen und militärischen Behörden der Präsidentschaft Madras lehnte er das Gesamtkommando ab, das ein verärgerter Oberbefehlshaber in Indien Eyre Coote ihm aufzudrängen versuchte, und entschied sich stattdessen dafür, als Freiwilliger an Bord der Flotte von Admiral Hughes zu dienen. Von 1786 bis 1796 hatte er das Amt des Colonel des 73rd (Highland) Regiment of Foot inne.
1788 schickte Henry Dundas Medows als Gouverneur und Oberbefehlshaber von Präsidentschaft Bombay nach Indien zurück. Dem Generalgouverneur von Indien in Bengalen Lord Cornwallis, wurde zu verstehen gegeben, dass Medows letztendlich sein Nachfolger sein würde. Nach zwei Jahren im Amt in Bombay, in denen Lord Cornwallis zum ersten Mal an der Urteilskraft und dem geschäftlichen Nutzen seines vorgesehenen Nachfolgers zweifelte, übernahm Medows die Position des Gouverneurs und Oberbefehlshabers von Madras und übernahm sofort das Kommando über die Streitkräfte, die sich versammelten, um den Dritten Mysore-Krieg gegen Tipu Sultan zu führen. Während des gesamten folgenden Feldzugs erwies sich Medows jedoch als unfähig, seinem schwer fassbaren Gegner zu stellen. Seine Heeresbewegungen waren nicht nur, belastet durch einen langen Nachschubtross, zu langsam, sondern er riskierte durch die Aufteilung seiner Armee in Abteilungen auch eine Niederlage. Am Ende konnte Medows nur die Eroberung von Coimbatore vorweisen; er war weder in das Kernland von Mysore eingedrungen, und Tipu Sultan erhielt die Gelegenheit, die Karnatik zu verwüsten. Medows gab gegenüber Lord Cornwallis zu, dass er sich seiner Verantwortung nicht gewachsen fühlte, und der Generalgouverneur, der inzwischen die Geduld verloren hatte, reiste im Dezember 1790 aus Bengalen an, um persönlich die Führung der Streitkräfte zu übernehmen. Danach war Medows als stellvertretender Oberbefehlshaber erfolgreicher. Die Erstürmungen von Bangalore (April 1791) und Nandidurga (Oktober 1791) anzuführen, entsprach mehr seinem Geschmack, als das Amt des Generalgouverneurs von Indien zu akzeptieren, das er ablehnte, als es ihm offiziell angeboten wurde. Medows genoss auch die Aussicht, die rechte von drei Kolonnen beim Angriff auf Seringapatam, die Hauptstadt von Tipu Sultan, anzuführen. Doch fehlerhafte Stabsarbeit führte dazu, dass seine Kolonne während des Nachtangriffs vom 6. auf den 7. Februar 1792 in die falsche Richtung abbog; erst nachdem der entscheidende Kampf bereits gewonnen war, gelang es Medows, sich wieder mit der Mittelkolonne von Lord Cornwallis zu vereinen. Auch wenn Medows nicht die alleinige Schuld trug und nie, nahm er sich den Fehler zu Herzen und als Tipu Sultan durch seine Entscheidung, um Frieden zu bitten, ihm die Möglichkeit nahm, im Kampf für seinen Fehler Buße zu tun, erschoss er sich einen Tag nach dem Friedensschluss selbst. Zu seinem Glück scheiterte der Selbstmordversuch und Medows erholte sich schnell.
Im August 1792 legte Medows seine Ämter in Indien nieder und kehrte nach Großbritannien zurück, wo er freundlich empfangen wurde. Am 15. August 1792 wurde er als Knight Companion des Order of the Bath (KB) geadelt und ihm wurde das Kommando über eine geplante Expedition zur Eroberung von Mauritius und der Île Bourbon angeboten (zu der es nie kam). König Georg III. hielt ihn für „exzentrisch, aber würdig“. Medows wurde am 12. Oktober 1793 zum Lieutenant-General befördert, am 2. November 1796 zum Colonel des 7th (The Princess Royal’s) Regiment of Dragoon Guards ernannt und 1798 zum General befördert. 1798 wurde er zum Vizegouverneur der Isle of Wight ernannt. Von Juni 1801 bis Mai 1803 diente er als Oberbefehlshaber der Streitkräfte in Irland. Danach ließ er sich auf dem Anwesen seines ältesten Bruders, Conholt Park in Wiltshire, nieder. Seinen letzten Dienstposten erhielt er 1808 als Gouverneur von Hull, ein Amt, das er bis zu seinem Tod am 14. November 1813 im Kurort Bath innehatte.
Medows fehlte das nötige Selbstvertrauen, um das Oberkommando im Generalstab zu übernehmen, war aber ein bemerkenswerter kämpfender General als Führer von vorne. In Momenten der Gefahr hatte er immer gut gewählte, aufmunternde Worte für seine Männer parat, und sie bewunderten ihn von ganzem Herzen. Es war völlig charakteristisch, dass er seinen Anteil am Seringapatam-Prisengeld im Wert von fast 5000 £ an seine Truppen abgab.